# 米克爾約翰冰川
70°33′S 67°44′W / 70.550°S 67.733°W
米克爾約翰冰川（英語：Meiklejohn Glacier）是南極洲的冰川，長22公里、寬7公里，最終在穆爾角以南注入喬治六世海峽，在1936年首次由英國探險隊測量，以無線電操作員命名。